# 1145 pr. n. št.

## Smrti
- Ramzes V., faraon Dvajsete egipčanske dinastije (* ni znano)